# Krisztián Tölgyesi
Krisztián Tölgyesi (ur. 27 czerwca 1975) – węgierski judoka. Olimpijczyk z Sydney 2000, gdzie odpadł w eliminacjach w wadze półśredniej.
Startował w Pucharze Świata w latach 1995-2000 i 2002. Medalista kraju.

## Letnie Igrzyska Olimpijskie 2000
| Konkurencja | Eliminacje           | Eliminacje              | Klas. końcowa |
| Konkurencja | Przeciwnik I         | Przeciwnik II           | Miejsce       |
| ----------- | -------------------- | ----------------------- | ------------- |
| 81 kg       | Tim Slyfield (NZL) Z | Aleksei Budõlin (EST) P | II runda.     |